# Richborough Port
Richborough Port war ein im Ersten Weltkrieg angelegter geheimer britischer Militärhafen bei Richborough, nördlich von Sandwich in Kent, von dem aus das in Nordfrankreich und Belgien operierende Britische Expeditionskorps mit Nachschub versorgt wurde. Im Jahre 1918 wurden dort auf etwa 500 Hektar Fläche rund 20.000 Tonnen Nachschub wöchentlich umgesetzt.

## Vorgeschichte
Vor 1911 war der spätere Richborough Port am Unterlauf des Stour zwischen Ramsgate und Sandwich als „Sandwich Haven“ bekannt. Dort waren beim Bau des Royal-Navy-Hafens in Dover eine große Kiesgrube (heute Stonar Lake) und ein Verladekai („Pierson’s Quay“, „Old Quay“ oder „Stonar Quay“ genannt), entstanden. Nachdem im Jahre 1890 Kohlevorkommen im Osten der Grafschaft Kent nachgewiesen worden waren, gab es ab 1906 erhebliche Bemühungen, dort Bergwerke abzutäufen. Dies wiederum führte, obwohl ertragreiche Kohleförderung noch längst nicht erwiesen war, ab 1909 zum Bau der East Kent Light Railway (EKLR), die die Kohle von den Bergwerken zu dem ebenfalls neu anzulegenden Kohleverschiffungshafen in Sandwich Haven bringen sollte. 1911 erhielt die EKLR die Genehmigung zum Bau eines neuen Kais. Da aber, mit nur wenigen Ausnahmen, die zahlreichen geplanten und angefangenen Bergwerke spätestens mit dem Ausbruch des Ersten Weltkriegs 1914 aufgegeben wurden, ohne jemals Kohle gefördert zu haben, war der nur teilweise angelegte Kohlehafen eine kaum genutzte Fehlinvestition.

## Militärhafen
Im Dezember 1914 wurde innerhalb des britischen Pionierkorps, dem Corps of Royal Engineers, die Inland Water Transport Section gebildet, mit der Aufgabe, militärische Transporte über den Ärmelkanal und auf den Kanälen in Belgien und Nordfrankreich zu organisieren und durchzuführen. Zweck war, das dort kämpfende Britische Expeditionskorps mit ausreichendem Nachschub zu versorgen. Basis war zunächst Dover, aber der Hafen wurde hauptsächlich zur Rückführung von Verwundeten genutzt und das dortige Lastkahn-Depot, in dem die Motorkähne beladen wurden und von dem aus sie dann über den Ärmelkanal fuhren, war zu beengt, so dass man eine Alternative brauchte. Folkestone war mit dem Verschiffen von neuen Truppen voll ausgelastet, und so wurde im Januar 1916 beschlossen, den Stour bei Richborough, unterhalb des römischen Kastells Rutupiae, zu einer Basis für Frachtkähne auszubauen. Zu diesem Zeitpunkt gab es in Richborough nur ein Wohnhaus und ein kurzes Stück Kaimauer, an dem Lastkähne anlegen konnten. Das War Office nahm das Gelände in Besitz und ließ dort ein ausgedehntes Umschlagdepot und Nachschublager anlegen. Die Mündung des Stour wurde durch Ausbaggern vertieft, das Flussbett umgeleitet und an einigen Stellen verbreitert, um den Bau einer neuen 750-m-Kaimauer zum Beladen von Motorkähnen zu ermöglichen. Ein neuer Eisenbahnanschluss wurde von der SECR-Linie zwischen Minster-in-Thanet und Sandwich bis auf das nunmehr „Richborough Port“ genannte Gelände geführt. Insgesamt wurden etwa 90 km Bahngleise nach und in Richborough Port gelegt.
Bereits im Dezember 1916 war ein reger Lastkahnverkehr über den Ärmelkanal im Gange. Ab 10. Februar 1918 fuhren dann auch die drei neuen RoRo-Eisenbahnfähren des War Office, die Train Ferries No. 1, No. 2 und No. 3, von Richborough Port aus nach Nordfrankreich, um auch schwere Ausrüstung (Tanks, Geschütze, Lokomotiven sowie Lazarettzüge) schnell und sicher und mit geringstmöglicher Lade- und Entladezeit über den Kanal zu bringen. Kurz darauf kam als Train Ferry No. 4 auch die 1914 gebaute, ehemals kanadische Eisenbahnfähre Leonard hinzu, die bis zur Einweihung einer Brücke im Dezember 1917 den Sankt-Lorenz-Strom zwischen Québec und Lévis überquert hatte. Am Ende des Krieges waren 242 Motorkähne von Richborough Port aus, teilweise auch von Southampton aus, im Einsatz, zehn von ihnen mit jeweils 1000 Tonnen Tragfähigkeit.
1918, im letzten Kriegsjahr, war Richborough Port zu einem etwa 500 Hektar großen und gut ausgerüsteten Seehafen geworden, der 30.000 Tonnen pro Woche umschlagen konnte. Neben den Kai-, Bahn- und Lager- und Verladeanlagen bestanden Werkhallen, in denen Motorkähne und andere kleine Schiffe gebaut wurden, Lokomotivwartungs- und -reparaturschuppen sowie ein großes Truppenlager für Tausende von Soldaten, die dort ihre Verschiffung nach Calais und Dünkirchen erwarteten. Alle Gebäude waren einstöckig, ihre Mauern und Dächer mit der Umgebung angepassten Tarnfarben gestrichen. Die Geheimhaltung war so gut, dass die deutsche Heeresleitung bis Kriegsende keine Kenntnis von der Existenz der Anlage hatte. Obwohl deutsche Flugzeuge auf ihren Weg zum Bombenabwurf über London die Gegend überflogen, wurden sie niemals von Richborough aus beschossen oder mit Suchscheinwerfern angestrahlt, und nicht eine einzige Bombe wurde auf die Anlage abgeworfen.

## Zwischenkriegsjahre
Nach Kriegsende wurde der Hafen noch bis in die Anfangsmonate 1919 zur Rückführung von Truppen und Material genutzt, dann stillgelegt und schließlich mit allen Anlagen und Zubehör versteigert. Käufer war die private Port of Queenborough Development Company Ltd., die den Hafen innerhalb von fünf Jahren zu einem leistungsfähigen zivilen Handelshafen ausbauen wollte. Da die Gesellschaft den Kaufpreis nicht aufbringen konnte, nahm die Regierung das Hafengelände wieder in Besitz. Ein Teil der Ausstattung wurde verkauft und entfernt, so z. B. die Verladebrücken für die Eisenbahnfähren, die zusammen mit den drei Fährschiffen 1923 an die Great Eastern Train Ferries Ltd. verkauft und von dieser dann in Harwich eingesetzt wurden. Die auch wegen zunehmender Verschlickung des Stour immer nutzloser werdenden Hafenanlagen wurden zunächst von der South Eastern and Chatham Railway verwaltet, bis sie 1925 an die industrielle Investorengruppe Pearson & Dorman Long verkauft wurden, die dort ein Stahlwerk anzulegen plante. Auch dieser Plan wurde nicht realisiert, da die Weltwirtschaftskrise die Planungen zunichtemachte. In den Jahren bis zum Beginn des Zweiten Weltkriegs wurden dann nur noch einige wenige Gebäude zur Wartung von Bergwerksmaschinen genutzt.

## Zweiter Weltkrieg
Erst Anfang 1939 kam wieder Betrieb auf, als Juden und andere politische Flüchtlinge aus Deutschland, Österreich und der Tschechoslowakei im einstigen Truppenlager untergebracht wurden. Nach dem Beginn des Zweiten Weltkriegs meldete sich die große Mehrheit der Männer im Lager zum Einsatz gegen Nazi-Deutschland und wurde schließlich zum Dienst in oder bei britischen Streitkräften zugelassen. 1971 wurde eine Gedenktafel an der Mauer des ehemaligen Richborough Transit Camp enthüllt, um an das Lager und die rund 5000 Menschen zu erinnern, die hier vor der Nazi-Verfolgung Zuflucht gefunden hatten.
1942 wurde das Lager erneut zur Militärbasis. Es wurde von einem Bataillon britischer Marineinfanterie bezogen. Im Juni 1943 wurde dort unter der Bezeichnung „HMS Robertson“ eine alliierte Basis für Landungsboote und deren Besatzungen eingerichtet, die noch bis August 1946 bestand.
Die sogenannten „Beetles“, wichtige Teile der beiden Mulberry-Häfen, die bei der Landung der Alliierten in der Normandie an der Normandieküste bei Vierville-sur-Mer und Arromanches zusammengebaut wurden, wurden von Royal Engineers in Richborough Port gefertigt und am D-Day über den Ärmelkanal geschleppt.

## Nachkriegszeit bis heute
Ein Teil des Geländes, etwa 30 Hektar im südlichen Teil des einstigen Militärhafens und -lagers, wurde 1954 von Pfizer UK, Tochter des Pharma-Konzerns Pfizer, gekauft und zum Bau einer Futtermittelfabrik benutzt. Im Laufe der folgenden 45 Jahre baute Pfizer seine Präsenz in Sandwich schrittweise immer weiter aus, mit dem 1971 eröffneten „Pfizer Central Research“ als zentraler Einrichtung, so dass um die Jahrtausendwende etwa 3000 Menschen dort beschäftigt waren. Ab 2007 begann dann jedoch der Abbau, und im Februar 2011 kündigte die Firma die Schließung ihres gesamten Forschungskomplexes in Sandwich an. Im Juni 2011 gab Pfizer dem Areal die neue Bezeichnung „Discovery Park“ und bot es zum Verkauf an, meldete aber auch, dass etwa 350 Mitarbeiter weiterhin dort beschäftigt werden würden; diese Zahl wurde im November 2011 auf 650 erhöht. Im August 2012 wurde das gesamte Discovery Park Gelände an die Discovery Park Ltd. verkauft, ein zu diesem Zweck gebildetes Konsortium, das auf dem Gelände eine investorenfreundliche Gewerbezone einzurichten plante. Pfizer blieb mit etwa 25.000 m² gemietetem Büro und Laborraum vor Ort.
Ebenfalls auf dem Gelände des einstigen Richborough Port, an seinem nordwestlichen Ende (51.31 N, 1.346 E), wurde in den späten 1950er Jahren die Richborough Power Station erbaut, ein 342-MW-Kohlekraftwerk. Es war von 1962 bis 1996 in Betrieb, bis 1971 mit Kohle aus den kentischen Bergwerken befeuert, dann auf Öl und schließlich 1989 auf Orimulsion umgerüstet, das über Richborough Port importiert wurde. Die drei 97 m hohen Kühltürme und der 127 m hohe Schornstein wurden im März 2011 gesprengt. Heute bestehen Pläne, dort einen „grünen“ Energiepark einzurichten.
Von den einstigen Hafeneinrichtungen finden sich noch sichtbare Zeugnisse, insbesondere die Reste der alten Kaimauer unmittelbar nördlich des Stonar Cut etwa 1,5 km von der Mündung des Stour entfernt, aber auch ausgedehnte Asphaltmischmakadam-Abstellflächen für schwere Militärausrüstung. Auch die Streckenführung der Bahnanbindung entlang der Nordseite des ehemaligen Kraftwerkbereichs bis hinab zum Stour ist noch deutlich im Gelände sichtbar.